# Hermen Anglada i Camarasa
Hermenegild o Hermen Anglada i Camarasa, més conegut com a Anglada-Camarasa, (Barcelona 11 de setembre de 1871 - el Port de Pollença, Mallorca 7 de juliol de 1959) fou el pintor català amb més projecció internacional d'entre els pintors anteriors a les avantguardes; entre el modernisme i el noucentisme se l'ha considerat un destacat representant del postimpressionisme.
Fou el pintor més jove de la segona generació modernista, es va formar a Barcelona per després traslladar-se a París, ciutat on va residir entre el 1894 i el 1914. A París, sota la influència d'Edgar Degas i Henri de Toulouse-Lautrec, va pintar suggeridores i brillants escenes de la vida nocturna, amb uns marcats efectes de llum. Els
locals nocturns li oferien a Anglada Camarasa l'ambient, els personatges i la llum que la seva obra requeria en aquells moments. Entre les preferències temàtiques del pintor sobresurt el món decadent i superficial de la prostitució de
luxe i la droga.

## Biografia
Va néixer al número 6 del carrer Montserrat de Barcelona, fill del pintor especialista a decorar carruatges Josep Anglada i Llecuna, natural de l'Hospitalet de Llobregat, i de Beatriu Camarasa i Casanovas, natural de Barcelona, sent batejat amb els noms d'Hermenegild Joan i Josep.

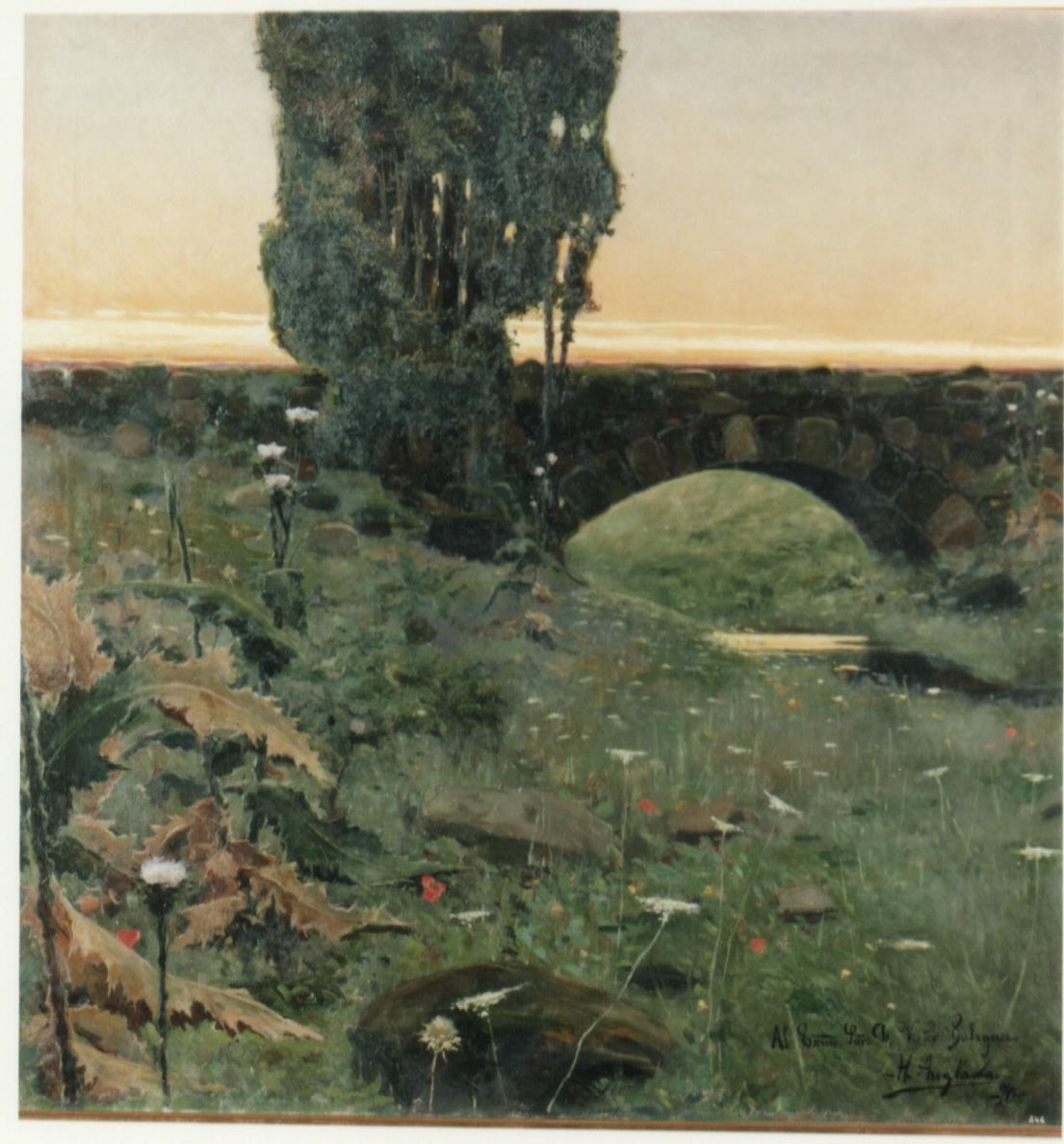
"Paisatge amb pont" 1890, Biblioteca Museu Víctor Balaguer

Anglada-Camarasa va estudiar l'art de la pintura primer amb Tomàs Moragas i després amb Modest Urgell, a qui sempre va proclamar com el seu gran mestre, malgrat ser llurs estils de maduresa ben diferents. En aquest període formatiu, la seva obra mostra un interès pel paisatge i la figura humana.
Estades a Arbúcies.
Des de l'any 1888, Hermen Anglada-Camarasa va començar a sovintejar la Vila d' Arbúcies (Montseny). S'allotjava a la finca El Roquer. Unes desavinences familiars, el van fer alternar estades a Barcelona, a Vilanova i la Geltrú i a Arbúcies. Mentre a Vilanova hi acudia per formar-se a l'Escola d' Arts i Oficis, estretament vinculada amb la Biblioteca Museu Víctor Balaguer de la mateixa ciutat, a Arbúcies s'hi dirigia per desconnectar i marcar distàncies amb la mare, que no volia que es dediqués al món de l'art, així com per pintar racons de vegetació frondosa i muntanyesa. Després d'un primer viatge a París el 1894, penúries economiques el van obligar a tornar, i es va acollir novament a Arbúcies, on reprengué l'activitat artística.
El pas d' Anglada per Arbúcies hi va tenir molt a veure la figura de l'escriptor i polític Víctor Balaguer, que des de 1891 va freqüentar Arbúcies convidat pels amos de la masia de Can Blanc. Anglada-Camarasa participava en les vetllades que promovia Balaguer on hi participaven reconegudes personalitats de l'època que generalment estaven de pas per Arbúcies i diferents artistes, com el pintor Miquel Carbonell.

### París, 1894 a 1914
A París, continuà la seva formació tant a l'acadèmia Julian com a l'acadèmia Colarossi. Realitzà la seva primera exposició a la capital francesa el 1898. Anglada Camarasa és encara un representant de la Belle Époque i els seus ambients nocturns, aproximant-se moderadament a les avantguardes del segle xx sense abandonar un toc impressionista. Va deixar el sòlid realisme rural de joventut, sovint practicat al Montseny, per abraçar una artificiosa combinació de formes i colors, d'arabesc exuberant, que es basava sobretot en temes del rutilant París de nit, amb les festes, els cabarets, la vida mundanal i el món pecaminós, que li va valer desqualificacions eclesiàstiques a Itàlia.

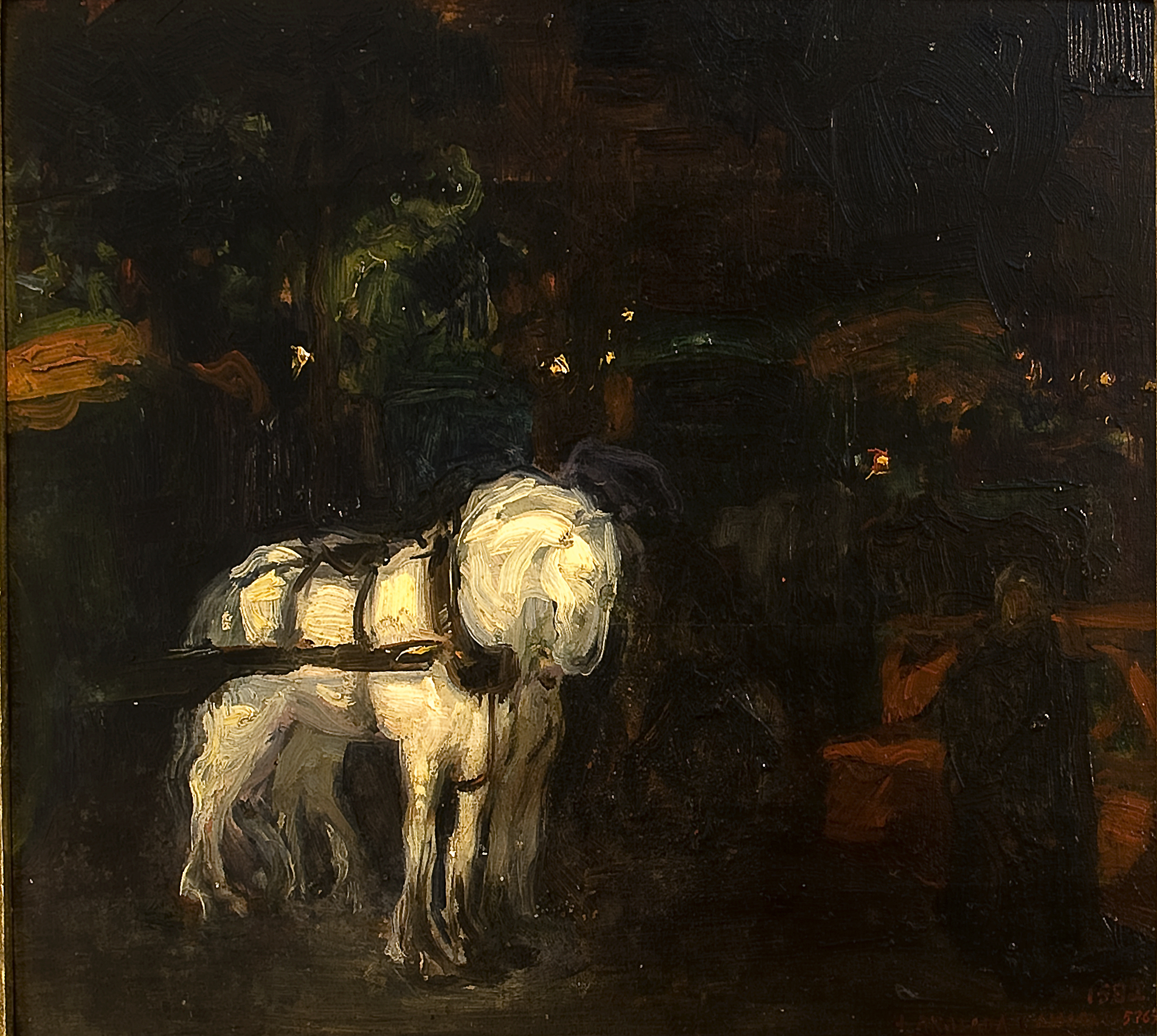
"Efecte de nit" París, 1901. Biblioteca Museu Víctor Balaguer

Entre el 1901 i el 1904, a París, vivia en un estudi al núm. 9 del carrer Hégésippe Moreau al 18è arrondissement de París. La seva exposició individual a la Sala Parés de Barcelona el maig del 1900, i el seu pas aleshores pel local d'"Els 4 Gats" va aportar al modernisme català un ressò directísssim del que era la pintura més moderna de París, circumstància que va ser determinant en el gir del jove Pablo Picasso cap a la modernitat plàstica. El 1902 va ingressar a la Société Nationale des Beaux-Arts, essent-ne un membre actiu i participant de les seves exposicions. El 1904 va participar en una exposició amb artistes de la Sezession Vienesa i les seves participacions en exposicions d'arreu del món foren constants. Sovint ha estat comparat amb Gustav Klimt pel caràcter preciosista i colorista de la seva pintura, i amb ell compartí el màxim premi de la gran Esposizione Internazionale delle Belle Arti de Roma de 1911. Entre aquestes i la presència en altres exposicions de París, Berlín (Schulte Kustsalon), Brussel·les (Libre Esthétique), Gand, Londres (International Society of Fine Arts), Venècia (V Biennale), Múnic (Secession), Dresde (Kunstausstellung) i Viena (Secession), entre altres ciutats, va donar-li una fama internacional només comparable a la que havien tingut catalans com Fortuny al segle xix i a la que tindrien al XX Dalí i Joan Miró i Ferrà.
Un viatge seu a València el 1904 aportà una nova lluminositat en la seva obra i el seu interès per temàtiques folklòriques vistes, però, no amb ulls anecdotistes sinó d'un colorisme rutilant modern; on gitanos i valencians en són els seus protagonistes.
A París també el van motivar els espectacles gitanos, als quals va dedicar diversos quadres i apunts del natural, sovint propers a l'expressionisme, però a partir del 1904 un estiu a l'horta de València li va revelar un gran interès pel colorisme del folklore valencià, de manera que en va col·leccionar elements populars i d'indumentària i els va emprar per fer constants composicions d'aquest tema, en les quals el que menys li interessava era l'antropologia i el que més, l'esclat cromàtic.
Grans composicions, sovint luxuriants, centren bona part de la seva obra fins al 1914, època en la qual va exposar a Múnic, Venècia (VI, VII i XI Biennals), París (Salon National, d'Automne i des Orientalistes), Barcelona, Berlín, Brussel·les, Londres, Zuric, Buenos Aires –on va obtenir el Gran Premi el 1910–, Roma –Gran Premi 1911–, Praga o Moscou. Grans noms de la cultura, com Gorki, Meyerhold, Kandinsky o Diaghilev, van admirar intensament la seva obra.

### Mallorca, 1914 a 1959
Amb la Gran Guerra, el seu art va quedar força desconnectat d'Europa i ell va buscar un refugi paradisíac a Mallorca, que li va atorgar tota una nova temàtica mai concebuda tanmateix amb criteri realista. Muntanyes i cales properes a Pollença, flors i fons submarins van esdevenir els nous pretextos. El seu gran nom d'abans li va obrir les portes, després, del mercat americà del Nord i del Sud, singularment els Estats Units i l'Argentina, on exposà constantment fins a la Guerra Civil espanyola. Amb tot, la primera gran monografia sobre ell va aparèixer arran d'una gran exposició itinerant a Anglaterra el 1929.
A les Illes Balears el va acompanyar el seu deixeble avantatjat Tito Cittadini, el 1916 quedava fundada per ells l'Escola de Pollença. Tot i que participà en diferents esdeveniments com l'Exposició Universal de Barcelona de 1929 en què disposà d'una sala especial; Anglada Camarasa va residir des de llavors a Mallorca d'una manera gairebé continuada fins a la seva mort, a les Illes Balears gran part de les seves pintures aborden els paisatges, els costums, els personatges populars i interiors de cafès. Tanmateix en aquesta etapa es produí el constant desplegament de la seva obra pels Estats Units, especialment a través de Carnegie Institute de Pittsburgh. El 1932 va ser elegit membre corresponent a Mallorca de la Reial Acadèmia Catalana de Belles Arts de Sant Jordi, de Barcelona.
Republicà i maçó, durant la Guerra Civil espanyola es va refugiar al Monestir de Montserrat, per especial concessió de la Generalitat de Catalunya, i allà la peculiar orografia de la muntanya originà la seva darrera gran època pictòrica original. Després de la guerra es va exiliar a Pougues-les-Eaux (França). Després d'un llarg exili a França, no va tornar a Mallorca fins al 1947, i morint el 1959 al Port de Pollença. El 1967 casa seva es va obrir al públic uns anys com a museu privat.
El 1991 bona part de la seva obra conservada en aquest museu va ser adquirida per la Fundació La Caixa. Actualment s'exhibeix al CaixaFòrum de Palma, a l'edifici modernista de Lluís Domènech i Montaner de l'antic Grand Hotel.

## Museus
És representat a diversos museus i col·leccions públiques com Es Baluard i CaixaForum de Palma, el MNAC i el Museu del Modernisme Català de Barcelona, el Museu Cau Ferrat de Sitges, el Museu Reina Sofía de Madrid, el Museo de Bellas Artes de Asturias d'Oviedo, el Museu de Montserrat, el Musée de Castres (França), el Musée d'Ixelles (Bèlgica), la Galleria d'Arte Moderna de Venècia, la Thiel Gallery d'Estocolm, el museu de l'Ermitage de San Petersburg, The Hispanic Society of America de Nova York, el Museo de Bellas Artes de Buenos Aires, el Museo de Artes Decorativas de Buenos Aires, el Museo de Bellas Artes de la Habana, el Museu Britànic de Londres, el Museu de la Garrotxa d'Olot, la Biblioteca Museu Víctor Balaguer de Vilanova i la Geltrú, el Museu Abelló de Mollet del Vallès i va ser present també al Toledo Museum of Art (Ohio).
Les seves litografies, art que practicà només en els seus anys de París, són molt ben representades a la Biblioteca de Catalunya, amb les proves procedents del taller del seu introductor en aquesta tècnica, Albert de Belleroche.

## Obres destacades
- Granadina (al Museu Nacional d'Art de Catalunya, Barcelona)[5][6]